# Clavus glaucozona
Clavus glaucozona is een slakkensoort uit de familie van de Drilliidae. De wetenschappelijke naam van de soort is voor het eerst geldig gepubliceerd in 2008 door Kilburn & Dekker.